# AN/APG-69
AN/APG-69は、アメリカ合衆国のエマソン・エレクトリック社が開発したXバンドのパルス・ドップラー・レーダー。

## 概要
本機は元来、ノースロップ社が開発したF-20戦闘機に搭載するために開発された。F-20の鋭くとがったレドームに収容できるよう、AN/APG-67同様コンパクトに設計されている。しかし、ノースロップは、ゼネラル・エレクトリックが開発したAN/APG-67を採用したため、APG-69は不採用となった。しかし、コンパクトに設計されていることから、本機は様々な航空機に適合化することができ、多くのF-5運用国によるアップグレードおよびピラニアのような軽戦闘機への採用が検討された。
エマソン社の初期のレーダーと異なり、AN/APG-69は、空対空・空対地のモード完全一式を備えており、MTBFは200時間である。
空対空のモードは、長距離広角捜索、捜索中追尾、近距離でのドッグファイトモードを備え、空対地のモードはグランドマッピングモードによる移動標的探索、および海面捜索モードを有している。
APG-69は、AIM-7 スパローミサイルを誘導でき、エマソン社のレーダーで初めてBVR戦闘能力を獲得した。